# Galerina stordalii
Galerina stordalii är en svampart som beskrevs av A.H. Sm. 1964. Enligt Catalogue of Life ingår Galerina stordalii i släktet Galerina,  och familjen Strophariaceae, men enligt Dyntaxa är tillhörigheten istället släktet Galerina,  och familjen buktryfflar. Arten är reproducerande i Sverige. Inga underarter finns listade i Catalogue of Life.